# Peleas de Abajo
Pour les articles homonymes, voir Peleas et Abajo.
Peleas de Abajo est une municipalité espagnole de la communauté autonome de Castille-et-León et de la province de Zamora. En 2015, elle compte 235 habitants.

## Source
- (es) Cet article est partiellement ou en totalité issu de l’article de Wikipédia en espagnol intitulé « Peleas de Abajo » (voir la liste des auteurs).